# Keven Gomes
Keven Eloy Gonçalves Gomes (Praia, 29 ottobre 1995) è un cestista capoverdiano con cittadinanza portoghese.

## Carriera
Con Capo Verde ha disputato i Campionati europei del 2015.

## Palmarès
- Supercoppa del Portogallo: 1

Porto: 2019